# 烛台虫实
烛台虫实（学名：Corispermum candelabrum）是苋科虫实属的植物，是中国的特有植物。分布在中国大陆的辽宁、内蒙古、河北等地，多生在半固定沙丘及河边沙滩，目前尚未由人工引种栽培。